# Type 5 (fucile)
Il Type 5  (五式自動小銃? Gō-shiki jidōjū in lingua giapponese), inizialmente indicato come Type 4  (四式自動小銃? Yon-shiki jidōjū) è stato un fucile semiautomatico sperimentale giapponese, copia dell'M1 Garand statunitense. A differenza di questo, era camerato per la munizione 7,7 × 58 mm Arisaka, montava apparati di mira ripresi dai fucili nipponici e presentava un serbatoio atto ad accogliere clip da cinque colpi ciascuna. Progettato nel corso del 1944, il Type 5 fu prodotto in piccole quantità a partire dal 1945 sino alla resa dell'Impero giapponese il 15 agosto. Non fu mai usato operativamente dalle truppe giapponesi e nel corso di alcuni collaudi si dimostrò prono a frequenti problemi di inceppamento e al sistema di alimentazione, che ne ritardarono peraltro lo sviluppo.

## Storia
Nel corso degli anni trenta l'Esercito imperiale giapponese aveva sperimentato una serie di fucili automatici comprati dalle potenze occidentali, quali l'M1922 Bang danese, il Pedersen statunitense e lo ZH vz. 29 cecoslovacco, per trovare il modello più aderente alle necessità nipponiche. I collaudi furono portati avanti con lentezza, in un'atmosfera di generale disinteresse nonostante la proposta di progetti nazionali, che copiavano il funzionamento a rinculo o a sottrazione di gas dei fucili sovietici AVS-36 e Tokarev. Con l'ingresso dell'Impero giapponese nella seconda guerra mondiale il progetto fu fermato e messo da parte.
All'inizio del conflitto dunque la fanteria giapponese, sia dell'esercito che delle unità terrestri della Marina, era equipaggiata con il fucile a otturatore girevole-scorrevole Type 38, camerato per la munizione 6,5 × 50 mm Arisaka, e in minore misura con il Type 99 utilizzante la più potente 7,7 × 58 mm Arisaka. Queste due armi, solide e di facile uso, si basavano su un funzionamento meccanico semplice ma che non permetteva un rateo e un volume di fuoco elevati. Dopo i primi scontri con le truppe statunitensi, i giapponesi s'imbatterono nel fucile semiautomatico M1 Garand, superiore ai fucili in dotazione alla fanteria: esemplari catturati impressionarono grandemente le autorità militari nipponiche. La Marina imperiale s'attivò per prima e nel 1944 adottò il fucile semiautomatico Type 4  (四式自動小銃? Yon-shiki jidōjū in giapponese) funzionante a rinculo e basato su un modello svizzero, ma la sua sostanziale inaffidabilità convinse i progettisti a ricamerare il Garand per la munizione da 7,7 mm. I progetti furono pronti alla fine dell'anno e nel marzo 1945 fu prodotto un piccolo lotto di prototipi (forse dall'arsenale di Kure): furono subito utilizzati per le prove di fuoco, durante le quali si verificarono frequenti inceppamenti e danni ai componenti. Prima della fine delle ostilità, nell'agosto 1945, furono assemblati circa ottanta fucili ed erano pronte le parti per costruirne più o meno altri cento. Altre fonti propendono invece per una produzione complessiva di 100-130 pezzi, avvenuta nella prima metà del 1945 presso l'arsenale di Yokosuka, con ulteriori 120-150 componenti pronti per la realizzazione di altrettanti fucili.
La designazione ufficiale dell'arma era Gō-shiki jidōjū, ovvero "fucile Type 5".

## Tecnica
Il Type 5 era una copia dell'M1 Garand statunitense, modificato in pochi dettagli. Era lungo in totale 1100 mm, dei quali 588 mm rappresentati dalla canna: l'anima presentava una rigatura destrosa a cinque o quattro linee. Il peso era di 4,13 chili in assetto da combattimento.
La canna era completamente rivestita dalla cassa, eccettuata l'estrema porzione anteriore, così come il pistone a lunga corsa sotto di essa. Il castello posto subito dietro conteneva la camera di scoppio e la culatta, sotto sporgeva il grilletto. L'arma funzionava secondo il principio della sottrazione di gas e dell'otturatore rotante. Il ciclo di fuoco iniziava con l'otturatore aperto, in modo da permettere l'inserzione di una o due clip da cinque cartucce 7,7 × 58 mm Arisaka nel serbatoio; subito dopo l'otturatore veniva fatto ruotare, camerando una cartuccia e sigillando la camera grazie alle alette che lo vincolavano al castello, nel quale erano state fresate apposite tacche. Da notare che il serbatoio poteva essere alimentato anche con cartucce sfuse, a differenza del Garand che accettava solo piastrine da otto colpi. Alla pressione del grilletto il percussore colpiva il fondello della cartuccia e il proiettile era sparato. Una parte dei gas della combustione era spillata dalla canna ed entrava nel cilindro contenente il pistone a lunga corsa; esso, sospinto indietro, sollecitava l'otturatore che a sua volta arretrava, permettendo l'espulsione del bossolo spento. Esaurita la spinta, l'otturatore tornava in blocco, camerando una seconda cartuccia. L'apparato di mira constava di un alzo tangente posteriore graduato sino a 1 200 metri e in una tacca di mira anteriore, infissa in cima alla volata tra due alette protettive. La velocità iniziale era pari a 715 m/s.
Il Type 5 poteva essere equipaggiato con la baionetta standard Type 30, in uso sui fucili Type 38 e 99.